# Guerre de la drogue au Mexique
Septembre 2020
- Cartel de Jalisco Nouvelle Génération
- Cartel de Sinaloa
- Los Zetas
- Cartel du Golfe
- Guerreros Unidos
- Cartel Beltrán Leyva
- La Familia Michoacana
- Cartel du nord-est
- Force Anti-Union
- Cartel de Santa Rosa de Lima

85 006 disparus (2006 - avril 2021)

Notes
Cabinet de la Sécurité nationale1
- Secrétaire du Gouvernement
- Secrétaire de la Défense nationale
- Secrétaire de la Sécurité publique
- Secrétaire de la Marine
- Procureur général de la République
- Directeur du Service de Renseignements

Batailles
La guerre de la drogue au Mexique,,, aussi appelée la guerre des cartels au Mexique, est un conflit armé où les cartels de la drogue s'opposent au gouvernement mexicain. Elle commence à impliquer massivement l'armée mexicaine à partir de décembre 2006, bien que celle-ci ait été utilisée dans la lutte contre le trafic de stupéfiants antérieurement.
En 2009, environ 36 000 militaires et policiers, dont 8 500 dans la seule ville de Juárez, luttent contre environ 100 000 hommes armés des cartels de la drogue mexicains et leurs unités paramilitaires. En décembre 2019, le gouvernement fait déployer environ 75 000 gardes nationaux.
En conséquence, le nombre d'homicides par an n'a pas cessé d'augmenter au Mexique de 2006 à 2021, jusqu'à dépasser entre 2018 et 2020 les 36 000 dans l'année, et atteindre en 2023 un total supérieur à 400 000 homicides depuis décembre 2006, dont environ 80 % sont directement attribués au conflit.
L'enjeu pour les cartels réside dans le contrôle du marché local, et du trafic vers les États-Unis, premier consommateur mondial de cocaïne.

## Préludes

### Du début duXXesiècleaux années 1990
Les États-Unis interdisent l'opium et la coca à usage non thérapeutique en 1914 (Harrison Narcotics Tax Act). A cette époque, le pavot à opium est cultivé depuis longtemps au Mexique, tandis que la coca ne s'y est jamais implantée. En 1920, le Mexique interdit la production et la vente de marijuana, puis, en 1926, de l'opium. Le pavot était cultivé légalement et principalement dans le nord-ouest (États de Sonora, Sinaloa, Chihuahua et Durango).
En Basse-Californie, le gouverneur Esteban Cantú (es) (1917-1920) partisan de Pancho Villa profitait du trafic de l'opium dont la culture était alors légale au Mexique.
Le Sinaloa, situé sur la côte du golfe de Californie, et dont allaient provenir les trafiquants les plus importants après la Seconde Guerre mondiale, était relié aux États frontaliers de la Californie et de l'Arizona, Chihuahua et Sonora, par un chemin de fer construit au XIXe siècle, permettant ainsi l'acheminement des marchandises, dont la politique prohibitionniste américaine avait conduit à renchérir le prix. Il allait profiter des réseaux de transport le liant à la côte Pacifique, meilleurs que ceux allant vers l'Est, ainsi que de son rôle de producteur, pour devenir la pépinière des trafiquants. La commune de Badiraguato se distingue comme l'une des régions importantes de production d'opium : surnommée la « Sicile mexicaine », c'est de là que viennent des parrains célèbres, tel les Caro Quintero, Ernesto Fonseca (en) et Juan José Esparragoza Moreno, qui firent partie du cartel de Guadalajara, ou encore les frères Beltran Leyva, etc.
Des Chinois, qui profitaient de leur expérience de l'opium (introduit de force en Chine au XIXe siècle lors des guerres de l'opium), s'appuyèrent aussi sur leurs concitoyens résidant aux États-Unis (y construisant notamment les chemins de fer), pour s'introduire sur le marché mexicain au début du XXe siècle, à la suite d'un durcissement de la politique migratoire des États-Unis. À la suite de plusieurs pogroms dans le nord-ouest du Mexique, ils émigrèrent en masse vers les États-Unis, perdant le contrôle du trafic de l'opium, dont la majorité était destinée à l'export, la consommation mexicaine étant très faible.
Après la Seconde Guerre mondiale, alors que les cultures du pavot à opium perdaient du terrain au Sonora, à la suite des campagnes du gouvernement mexicain, elles en gagnaient dans le Sinaloa, le Durango et le Chihuahua. Dès cette époque, les accusations de collusion entre politiques et trafiquants sont instrumentalisées afin de servir d'arme politique. Ainsi, lorsqu'en 1944, le gouverneur du Sinaloa, Rodolfo T. Loaiza (en), est assassiné, on prétend, à tort, que le meurtre aurait été commandité par les trafiquants, soit parce qu'il se serait opposé à eux soit parce qu'il n'aurait pas respecté une promesse. En 1947, la presse accuse le général et ex-secrétaire Pablo Macías Valenzuela (es), nouveau gouverneur du Sinaloa, de contrôler le trafic de l'opium de l'État. Emanant d'une presse aux ordres, ces accusations n'avaient que peu de valeur ; elles nécessitèrent cependant l'intervention du président, Miguel Alemán, pour les faire taire.
C'est le gouvernement d'Alemán qui décide, en 1947, de lancer une campagne contre la production d'opium dans le nord-ouest, seconde du genre depuis celle de 1938 engagée à la suite des pressions du gouvernement Roosevelt. La façon dont celle-là s'initia présagea des campagnes ultérieures : les fédéraux envoyés sur place logèrent dans un hôtel de Roberto Domínguez, l'un des principaux trafiquants d'opium.
Pendant la Seconde Guerre mondiale, les États-Unis manquent de morphine pour leurs soldats, la route d'importation de l'Asie étant coupée. Roosevelt demande au consul général mexicain de relancer la culture du pavot au Mexique pour fabriquer cette morphine.
Pendant la guerre du Viêt Nam, le Mexique est devenu le premier fournisseur de l'armée américaine pour les substances tirées de l'opium et utilisées en pharmacie. Cette situation a ouvert la voie à la naissance aux États-Unis d'un marché clandestin de la drogue. Dans les années 1980-1990, les cartels de Colombie ont donné un rôle important au Mexique, devenu la route empruntée le plus souvent pour envoyer la drogue aux États-Unis. Peu à peu, les cartels mexicains ont pris leur indépendance des gangs colombiens et sont devenus particulièrement puissants.
Dans les années 1960, sous Nixon, la « guerre contre la drogue » s'impose comme priorité. Nixon ordonne ainsi, en septembre 1969, l'opération Interception, fouillant — en pure perte — tous les véhicules en provenance du Mexique à la recherche de marijuana.
Dans les années 1970, l'État fédéral envoya l'armée pour tenter d'éradiquer les cultures de plantes psychotropes (pavot et cannabis), lors de l'opération Condor. Celle-ci se révèle un échec, marqué par le déplacement des cultures et l'émigration interne forcée des paysans, ainsi que de nombreuses violations des droits de l'homme. De nombreux petits paysans et petits trafiquants furent arrêtés, mais aucun gros bonnet. Les trafiquants s'installèrent à Guadalajara, deuxième ville du pays, dans l'État de Jalisco.
C'est durant cette décennie que les trafiquants mexicains, en premier lieu desquels Miguel Ángel Félix Gallardo, Luciano Reynosa Pérez et Pedro Avilés Pérez originaires d'Espagne et du Sinaloa et actionnaires dans diverses banques, s'imposent comme intermédiaires dans les filières de cocaïne issue de Colombie. Félix Gallardo et Luciano Reynosa travaillent notamment avec le cartel de Medellín de Pablo Escobar.
Le cartel de Sinaloa émerge dans les années 1980, quand la Central Intelligence Agency (CIA) utilisait ses services pour fournir la Contra nicaraguayenne (paramilitaires en lutte contre le régime sandiniste) en armes et en dollars.

### Des années 1990 aux années 2000
Dans les années 1990, marquées par l'arrestation de Miguel Ángel Félix Gallardo en 1989 et par la mort du colombien Pablo Escobar en 1993, deux familles de trafiquants issus du Sinaloa émergent faisant concurrence au cartel de Sinaloa sur le contrôle des filières de circulation de la cocaïne, principalement, ainsi que d'héroïne et de marijuana, les Arellano Félix, qui deviendront connus sous le nom de « cartel de Tijuana », et la famille d'Amado Carrillo Fuentes, connu comme le chef du « cartel de Juárez ».
Le commissaire de police suisse Fausto Cattaneo, spécialiste de la lutte antidrogue, relève que « les privatisations de la période 1989-1995 (…) ont permis aux narcos, avec la complicité de l’État et des narcopoliticiens, de devenir une puissance économique légale ».
En 1997, la mort de ce dernier ouvre la porte à une guerre de succession. En 2001, Joaquín Guzmán, dit El Chapo, membre du cartel de Sinaloa, s'évade et commence son ascension. En 2008, il rompt avec certains de ses alliés, qui fondent le cartel Beltrán Leyva. Les cartels se regroupent en deux camps distincts, leurs conflits meurtriers retombant sur la société civile.
Les opérations policières et militaires avaient commencé avant Felipe Calderón, bien que celui-ci les ait étendues. Ainsi, les relations avec les États-Unis se refroidirent à la suite de l'affaire Enrique Camarena, du nom d'un agent de la DEA assassiné en 1985, et qui avait provoqué la dissolution de la Dirección Federal de Seguridad (DFS), agence de renseignement chargée de la lutte anti-drogues et placée sous l'autorité directe du président, qui, depuis sa création en 1947, avait joué un rôle central d'intermédiaire entre le champ politique et les narcos. Le commandant de la police judiciaire fédérale, héritière de la mission anti-stupéfiants du DFS, Guillermo González Calderoni, s'illustre alors en faisant arrêter divers trafiquants, ce qui conduit à affaiblir les Sinaloans sous la présidence de Carlos Salinas de Gortari (1988-1994), au profit, notamment, d'un trafiquant du Tamaulipas, Juan García Ábrego, à la tête du cartel du Golfe. Accusé lui-même de corruption en 1993, González Calderoni prendra la fuite au début des années 1990. Osiel Cárdenas succédera à García Abrego, arrêté en 1996, et engagera d'ex-militaires, dont certains de l'unité d'élite Grupo Aeromóvil de Fuerzas Especiales (GAFES), dans son escadron Los Zetas.
Parallèlement, la CIA aurait soutenu les trafiquants de drogue mexicains et les auraient mis en lien avec les cartels colombiens, afin de financer les Contras en guerre contre le régime sandiniste au Nicaragua. Des membres des Contras auraient ainsi été entraînés dans des ranchs du cartel de Sinaloa.
Après l'arrestation, en 1989, de Félix Gallardo, par le commandant González Calderoni, à la suite de l'affaire Camarena, son organisation se scinde en tendances rivales. Certains affirment que Félix Gallardo aurait attribué, de sa prison, des zones (plazas) à divers cartels. À partir de 1992, des conflits meurtriers opposent les frères Arellano Félix à d'autres trafiquants du Sinaloa. Le cartel de Juárez, d'Amado Carrillo Fuentes, devient alors l'une des organisations criminelles principales du Mexique avec le Cartel de Sinaloa. Ce dernier, en contact avec plusieurs généraux, travaille avec le Colombien Miguel Rodriguez Orejuela, du cartel de Cali, s'appuyant sur le gouverneur du Quintana Roo, Mario Villanueva Madrid, pour utiliser cet État comme base de transport. Carrillo Fuentes fait l'objet, en 1993, d'une tentative d'assassinat émanant des frères Arellano Félix.
En mai 1993, le cardinal Juan Jesús Posadas Ocampo est assassiné à Guadalajara: selon la version officielle, il aurait été confondu avec Joaquín Guzmán par les sicaires des Arellano Félix. L'un des frères rencontre, à deux reprises, l'ambassadeur du Vatican, Girolamo Prigione, en décembre 1993 et janvier 1994, lequel informe le président Carlos Salinas de la volonté de négocier des trafiquants. Le procureur général du Mexique, Jorge Carpizo McGregor (en), suggère plutôt de les arrêter, suggestion non retenue, et qui indique une passivité suspecte venant d'un président aux pouvoirs étendus.
En 1995, le général José Gutiérrez Rebollo devenait célèbre pour avoir fait arrêter Héctor Luis Palma Salazar, un membre du cartel de Sinaloa. L'année suivante, il était nommé à la tête de l'INCD (Instituto Nacional para el Combate a las Drogas). La nomination d'un général à la tête de l'INCB par le président Zedillo signalait l'implication croissante des forces armées mexicaines dans la lutte anti-drogues, ce que Francisco Molina Ruiz, ex-tsar de la lutte anti-stupéfiants, déclarera en août 1997 être une grave erreur, celles-ci étant également infiltrées par les cartels de la drogue. Quelques mois plus tôt, en janvier 1997, le général Gutiérrez Rebollo était en effet arrêté pour corruption, et sera condamné à plus de 70 ans de prison, notamment pour avoir aidé le cartel de Juárez.
Après les élections de 2000, le nouveau président, Vicente Fox (PAN), annonce le retrait de l'armée des opérations anti-drogue. Il revient sur sa décision après une réunion organisée par le responsable américain de la lutte anti-drogues, le général Barry McCaffrey (en), et nomme un militaire, Rafael Macedo de la Concha (en), en tant que procureur général de la République, qui lui-même nomme d'autres militaires à des postes-clés. Depuis lors, le secrétariat à la Défense nationale du Mexique (SEDENA) joue un rôle central dans la lutte anti-narcos, participant à l'opération Mexique sûr lancée en juin 2005 dans le Tamaulipas. De nombreux parrains ont été depuis arrêtés, le cartel de Juárez d'Amado Carrillo étant cependant relativement épargné. Tombent ainsi, en 2003, Osiel Cárdenas, du cartel du Golfe et à la tête des Zetas, plusieurs têtes du cartel de Tijuana des Arellano Félix, etc. Le cartel de Sinaloa semble cependant lui aussi épargné : de 2004 à 2010, sur 53 174 personnes arrêtées, seules 941 lui étaient associées. Cela viendrait de son influence au sein des plus hautes sphères du pouvoir.
Parallèlement, en 1999, le président Bill Clinton et son homologue Ernesto Zedillo se rencontrent pour coordonner les opérations contre le trafic de stupéfiants. La rencontre avait eu lieu dans un ranch près de Mérida, appartenant au magnat Roberto Hernández Ramírez, lui-même accusé par la presse locale d'implication dans le trafic de cocaïne.
Le même homme accueillit, en 2007, une nouvelle rencontre au sujet du trafic de drogues, cette fois-ci entre George W. Bush et le président Felipe Calderón. L'aide américaine s'est concrétisée l'année suivante par le vote de la loi instaurant l'Initiative de Mérida.
Le gouvernement mexicain a été accusé [Qui ?] de rester passif jusqu'à l'élection du président Felipe Calderón (PAN, droite), qui a fait de la lutte contre le trafic de stupéfiants un des objectifs les plus importants de son mandat (2006-2012). Même Calderón lui-même est soupçonné : évoquant El Chapo et El Diablo, le journaliste d'investigation Anabel Hernandez déclare ainsi: « Il est protégé - tous les présidents mexicains ont couvert un cartel, à un moment donné. » En 2004, le chercheur Luis Astorga remarquait alors que l'implication maintenue des militaires, sous Vicente Fox, élu en 2000, avait permis de nombreuses arrestations :
« Comme le montre l’histoire du trafic de drogues au Mexique, l’arrestation de quelques chefs, ou de milliers de personnes de moindre importance, n’a eu d’effet sensible ni sur la diversité ni sur les quantités des drogues introduites aux États-Unis. Même les mesures de sécurité adoptées aux postes frontières américains après le 11 septembre 2001 n’ont fondamentalement affecté ni la structure de l’offre ni les prix des drogues disponibles sur le marché américain. Les arrestations de trafiquants n’ont pas non plus eu d’effets dissuasifs sur les personnes impliquées dans le commerce des drogues illicites. Ce dernier reste économiquement des plus rentables, et le restera vraisemblablement à court terme. Loin de s’affaiblir, les organisations de trafiquants dirigées par des Sinaloans sont tout aussi hégémoniques à l’heure actuelle qu’elles l’ont été depuis des décennies. Elles semblent même de plus en plus proches de contrôler l’ensemble des points de passage de drogues sur la frontière avec les États-Unis. »
Malgré les nombreuses arrestations, décès et extraditions sous Calderón, rien n'indique que la situation ait changé, la population civile devenant au contraire de plus en plus otage des conflits entre les cartels et les forces de l'ordre.

## Développement du conflit

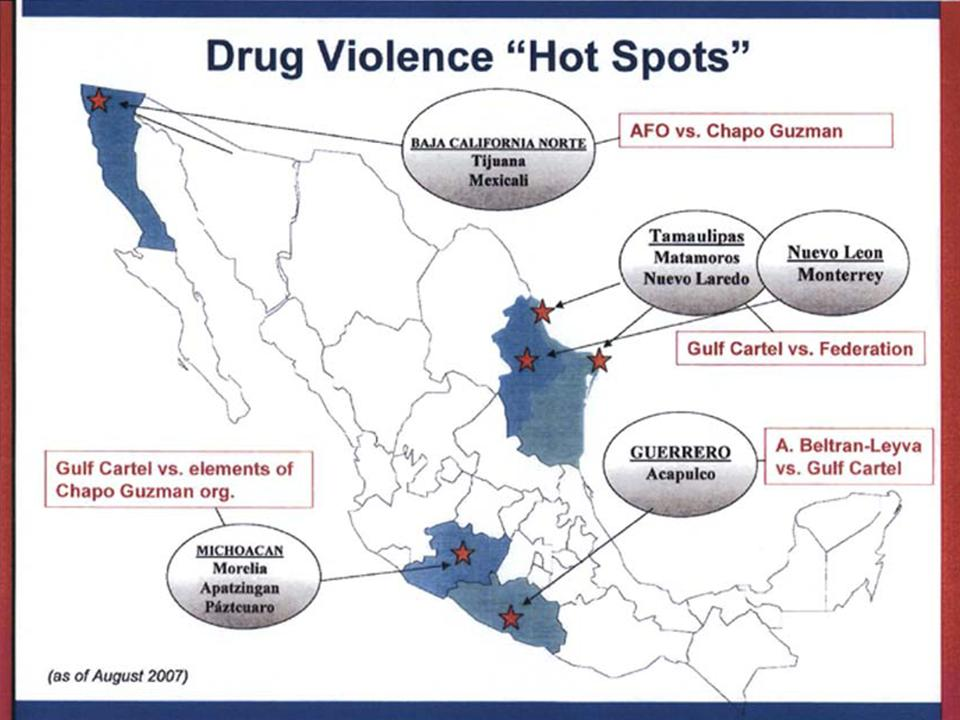
Carte des principales zones de violence en 2007.

### La présidence de Felipe Calderón
Le 12 décembre 2006, sur ordre du président Felipe Calderón, plus de 5 000 militaires ont été envoyés dans l’État du Michoacán afin de reprendre aux cartels de la drogue les territoires qu’ils contrôlaient. Bien que faisant suite à l'opération Mexique sûr lancée par Vicente Fox en juin 2005, l'Operativo Conjunto Michoacán a été présentée comme une première dans la lutte contre le narco-trafic au Mexique en raison de l'implication de l'armée dans ce que le gouvernement a qualifié de « guerre ».
À partir de ce moment, l'envoi de troupes dans les différents États de la Fédération s'est accentué au fur et à mesure de l'augmentation des décès liés au trafic de drogues. Loin de mettre fin aux activités des cartels, l'arrestation ou la mort des principaux chefs ouvre la voie à de violentes luttes intestines. La militarisation des opérations, qui s'accompagne de violations des droits de l'homme et d'exposition des forces armées à la corruption par les cartels, n'a pas été sans critique. Ainsi, en mai 2007, le président de la Commission nationale des droits de l'Homme (Mexique), José Luis Soberanes (en), annonçant une cinquantaine de cas de violations des droits de l'homme  enregistrés dans le Michoacán, préconisait de cantonner les forces armées à leur rôle extérieur et d'attribuer la lutte contre les narcotrafiquants seulement aux policiers.
Le 2 janvier 2007, le gouvernement a lancé le Plan Tijuana, destiné à mettre fin à la violence en Basse-Californie et tout particulièrement à Tijuana, envoyant 3 296 hommes des différents corps de sécurité de l'État. Face à la recrudescence de la violence liée au trafic de drogue, plus de 2 000 soldats ont été envoyés le 28 mars 2008 à Ciudad Juárez, dans le cadre de l'Operativo Chihuahua, officiellement pour accélérer la lutte contre le cartel de Juárez : « nous sommes la dernière force de défense de l'ordre intérieur du pays » affirmait alors un officier, laissant comprendre en filigrane que face à la corruption endémique des forces de police municipales et nationales, l'intervention des forces armées apparaissait indispensable.
La corruption, au niveau local et fédéral, est en effet l'un des graves problèmes affectant l'État. En 2007, l'ex-gouverneur de Quintana Roo, Mario Villanueva Madrid, fut condamné à plus de 30 ans de prison pour trafic de stupéfiants en association avec le cartel de Juárez, avant d'être extradé aux États-Unis en 2010. En février 2009, le chef de la police de Cancún, Francisco Velasco Delgado, était arrêté pour avoir couvert les activités du cartel du Golfe ; en novembre 2008, c'était le chef de la lutte anti-drogues lui-même, Noé Ramírez Mandujano (en), qui était incarcéré pour corruption dans le cadre de l'Operación Limpieza (« opération Propreté »), ainsi que des proches collaborateurs du secrétaire à la Sécurité publique, Genaro Garcia Luna. Ramirez Mandujano était à la tête du SIEDO (en) (Subprocuraduría de Investigación Especializada en Delincuencia Organizada), créé en 2003 à la suite d'un scandale de corruption affectant l'organisme antérieur chargé de la lutte contre le crime organisé. En 2008, selon Calderon lui-même, la moitié des policiers mexicains « ne sont pas recommandables ».
Dans un premier temps, les autorités mexicaines ont voulu croire à l'efficacité des opérations militaires dans le nord du pays : le secrétaire Genaro García Luna affirmait en avril 2008 que les militaires auraient pu rentrer dans leurs casernes avant la fin de l'année, étant donné qu'à la suite du déclenchement de Operativo Chihuahua « il commençait déjà à y avoir une diminution de l'activité criminelle ».

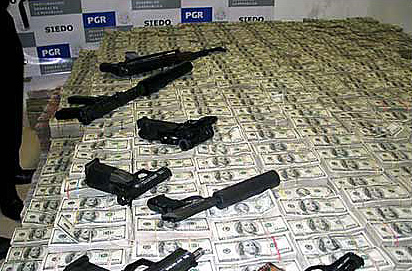
205 millions de dollars et plusieurs armes saisis à Mexico en 2007 par la police mexicaine et la DEA américaine.

L'explosion de violence en 2008 a néanmoins été sans précédent : le 15 septembre 2008, le premier attentat public attribué à un cartel a lieu à Morelia, dans le Michoacán et en décembre, on recensait déjà 5 031 morts liées au conflit pour la seule année 2008, 7 882 depuis le début du mandat de Felipe Calderón. La lutte contre le trafic de drogue a alors été érigée en enjeu national, la pression de l'opinion publique s'accentuant au fil des décomptes des morts publiés chaque jour dans la presse. Le conflit touche aussi des États du sud (17 morts à Acapulco en juin 2009), laissant craindre des retombées négatives pour l'industrie du tourisme, vitale pour l'économie mexicaine. De plus, cette même année surgit le décès du chef du cartel de Sinaloa Luciano Reynosa Pérez. Enrique Reynosa, son fils se hisse à la tête du cartel, il est réputé pour son extrême cruauté et ses rapports plus que violents avec son entourage.
Parmi les raisons invoquées par les autorités pour justifier la difficulté de la guerre contre les cartels figure la capacité opérationnelle des trafiquants : le secrétaire Genaro García Luna a admis face aux députés, en septembre 2008, que les plus de 20 000 armes saisies au cours des deux premières années de l'administration Calderón « sont équivalentes à celles qu'utilisent toutes les polices ». Il indiquait également que la police mexicaine souffrait d'un retard technologique face aux cartels qui se sont sophistiqués dès les années 1970, puis se sont servis de la mondialisation et du potentiel technologique comme instruments pour leurs opérations, alors même que la police fédérale ne dispose pas des techniques d'identification et de localisation des téléphones portables.
Le National Drug Intelligence Center estime que les trafiquants mexicains opérant aux États-Unis généreraient entre 17 et 38 milliards de dollars par an de revenus (entre 13 et 29 milliards d’euros) dépassant largement le budget de la défense (10,062 milliards de dollars en 2007) et plus que le déficit du commerce extérieur de ce pays. Selon une estimation publié par la CIA en 2007, les plantations d'opium au Mexique couvriraient 6 900 hectares, soit un potentiel de production de 18 tonnes d'héroïne pure ou 50 tonnes d'héroïne black tar; la culture de marijuana s'étendrait, elle, sur 8 900 hectares, ce qui équivaut à une production potentielle de 15 800 tonnes et fait du Mexique le troisième producteur mondial d'opium derrière l'Afghanistan et la Birmanie.
Le 1er mars 2009, le Ministère de la Défense a annoncé l'envoi de 5 332 militaires à Ciudad Juárez en renfort des 2 026 déjà présents, afin d'affronter les sicaires des deux cartels (Juárez et Sinaloa) qui se font la guerre pour se partager le territoire de la ville frontalière avec les États-Unis.
Mi-juin 2009, on comptait 3 050 morts dus à cette guerre des gangs. Cette extrême violence permet tous les règlements de compte, les assassinats de journalistes et de syndicalistes — entre autres — sont désormais courants.
L'imminence des élections législatives du 5 juillet 2009 a précipité les opérations anti-corruption, en raison de l'importance de l'enjeu de ces opérations contre les trafiquants. Calderon demande un processus d'« épuration et de certification des corps policiers ».
En février 2009, les militaires encerclent par surprise le commissariat de Cancún. Ils contrôlent et désarment le millier de policiers présents, avant d’arrêter le chef de la police soupçonné d’être impliqué dans le narcotrafic.
Le 26 mai 2009, dix maires, un juge et seize fonctionnaires de l'État de Michoacán ont été arrêtés par la police fédérale et l'armée au cours d'une opération surprenante par son ampleur. Le gouverneur du Michoacán, Leonel Godoy Rangel, a indiqué ne pas avoir été prévenu de l'opération, ce qu'il a interprété comme une tentative de porter atteinte à son parti, le Parti de la révolution démocratique (PRD, gauche), en vue des élections. Un basculement de cet État à droite aurait pu en effet assurer la suprématie du parti présidentiel (le PAN) au Congrès. Toutefois, les élections ont finalement été remportées par le Parti révolutionnaire institutionnel (PRI, centre-gauche), qui a historiquement dominé la scène politique nationale. Le PRI a ainsi remporté 241 sièges, contre seulement 147 pour le PAN, qui arrive deuxième.

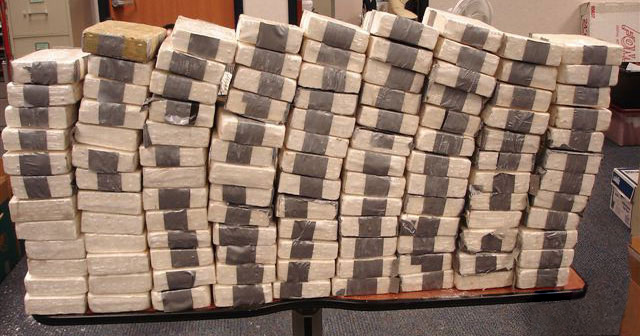
62 kg de cocaïne saisis lors du Project Coronado lancé contre La Familia Michoacana en 2009.

Le 16 décembre 2009, l'infanterie de marine mexicaine réussit à abattre Arturo Beltrán Leyva (en), le dirigeant du cartel des Beltrán Leyva. Un de ses hommes de main les plus sanguinaires, Edgar Valdez Villarreal (en) surnommé La Barbie, a été arrêté près de Mexico le 30 août 2010. Le 5 novembre 2010 c'est au tour de Tony Tormenta (en), chef du cartel du Golfe, d'être abattu par la marine dans la ville de Matamoros dans l'État de Tamaulipas. L'aide apportée par la DEA aux forces de sécurité mexicaines, notamment à la marine, a permis de retrouver ces deux hommes. Le 11 décembre 2010, c'était au tour de Nazario Moreno González, chef du cartel de La Familia du Michoacán d'être abattu. Au lendemain de l'annonce de sa mort, des centaines de personnes ont manifesté en soutien au cartel à Apatzingán.

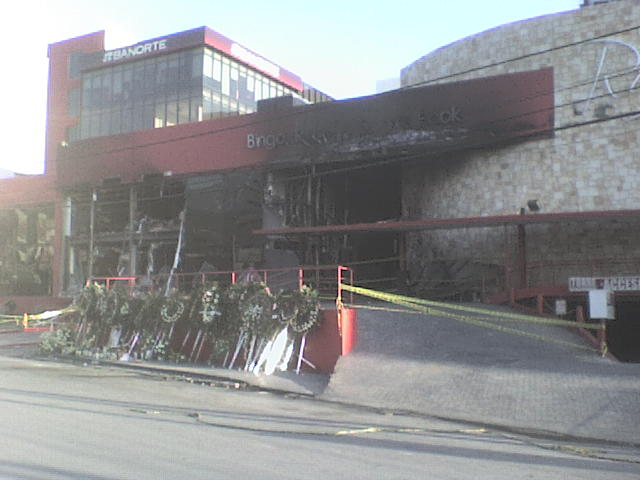
Le Casino Royale après l'attentat à Monterrey du 25 août 2011.

En 2010, les affrontements entre les gangs et les attaques contre les forces de l'ordre et les civils redoublent d'intensité, en effet, cette année compte le double de morts de l'année 2009, avec plus de 15 000 morts. Entre autres, 43 personnes dont 15 policiers sont tuées le 14 juin 2010. C'est dans ce contexte que l'armée se désengage depuis avril 2010 de Ciudad Juárez où elle est remplacée par la police fédérale.
Le Mexique se trouve en 2010, en termes de morts violentes, à un niveau bien supérieur à l'Irak (60 morts militaires et environ 3 000 civils tués en 2010).
Un exemple de l'extrême violence et de l'armement quasi-militaire des cartels est donné lors d'une embuscade tendue par le cartel de Sinaloa contre un convoi de Los Zetas le 27 mai 2011 faisant 29 morts sur une autoroute et la capture par la police d'un engin blindé artisanal. Environ cent dix véhicules blindés dont une vingtaine de ces narcotanks ont été saisis dans le seul état de Tamaulipas par les forces de sécurité à la mi-janvier 2012.
Le 4 mai 2012, le président reconnaît que la corruption a permis la pénétration du crime organisé au sein des institutions de sécurité mexicaine et appelle les États du Mexique à terminer la vérification de la probité de leurs agents. Un exemple est le remplacement en août 2012 des 348 agents chargés de la sécurité à l’aéroport international de Mexico.
Le 13 mai 2012, une tuerie de masse à Cadereyta Jiménez a lieu, 49 cadavres décapités, mains et pieds sectionnés, sont découverts au bord d'une route à une trentaine de kilomètres à l’est de Monterrey. Ce massacre est revendiqué par le groupe criminel des Zetas. Quatre jours plus tôt, on avait découvert 18 cadavres dans deux automobiles abandonnés sur une route proche de Guadalajara, dans l’ouest du pays.
Toutes les classes de la société civile sont atteintes par la violence, quatorze maires ont été assassinés sans explication valable en 2010 et trois autres durant les quinze premiers jours de 2011 ainsi qu'une militante pacifiste féministe début janvier 2011.
Un rapport d'un centre de l'OTAN sur le terrorisme relève en 2011, selon les sources publiques, un total de 452 actes terroristes (5e rang mondial) faisant 1 778 tués, 322 blessés et 61 personnes enlevées.

### Le mandat de Enrique Peña Nieto
Le 7 octobre 2012, Heriberto Lazcano, chef des Zetas a été tué après un échange de coups de feu avec l'infanterie de marine mexicaine à Sabinas, État de Coahuila. Son corps a été volé à la morgue.
Le 30 avril 2013, la police mexicaine capture Inès Coronel, beau-père d'El Chapo, un des dirigeants du cartel de Sinaloa.
Le 22 février 2014, Joaquín Guzmán est de nouveau arrêté par la marine mexicaine.
Le 22 août 2014, une gendarmerie nationale mexicaine est fondée ayant un effectif de 5 000 gendarmes triés sur le volet. En 2018, elle devrait compter 10 000 membres,.
Le 8 janvier 2016, El Chapo est à nouveau arrêté. Il est extradé aux États-Unis le 19 janvier 2017, et son procès débute à New York le 5 novembre 2018.

### Mandat d'Andrés Manuel López Obrador

#### Une situation qui se dégrade depuis 2016
Élu en juin 2018 et prêtant serment en novembre, Andrés Manuel López Obrador (AMLO) hérite d'une situation critique, puisque les années 2017 et 2018 sont les deux années les plus meurtrières depuis le début du conflit (lire la section « Bilan humain » ci-dessous). En août, le bilan de 2019 en était déjà à plus de 20 000 homicides, c'est-à-dire en moyenne un tous les quarts-d'heure. Le 30 juin 2019, il fonde la Garde nationale du Mexique, qui commence à se créer en absorbant la police fédérale, la Gendarmerie nationale mexicaine et la police navale (la police militaire de la Marine mexicaine) afin de lutter plus efficacement contre les cartels. L'idée est de limiter le nombre d'intermédiaires dans la chaîne de commandement, afin d'améliorer la coordination entre les différents types d'unités, tout en limitant les risques de corruption.
López Obrador affirme vouloir remplacer la stratégie de lutte sanglante contre les cartels par une nouvelle approche qui se veut plus humaine. Sa démarche consiste notamment à traiter les facteurs sociétaux qui favorisent la criminalité : chômage, manque d’opportunités, misère dans les campagnes. C’est l’un des objectifs des différents programmes sociaux lancés par son gouvernement.
El Chapo, en procès aux États-Unis depuis le 5 novembre 2018, est jugé coupable de tous ses chefs d'inculpation le 12 février 2019. Et le 17 juillet 2019, il est condamné à la prison à perpétuité, plus 30 années.
La Garde nationale connaît sa première perte, le commandant Carlos Anastasio Juan (37 ans dont 20 ans comme militaire, marié, 3 enfants), le 10 août 2019 au cours d'un affrontement contre de probables tueurs à gage à Loma de Zempoala dans l’État de Guanajuato. Plusieurs des gardes nationaux qui l'accompagnaient sont blessés dans la fusillade. Selon eux, il se serait interposé pour essayer de protéger une femme et une adolescente, et aurait alors été touché. Une cérémonie militaire en son honneur a lieu dans l'une des bases militaires aériennes de Ciudad Ixtepec (Oaxaca), où il vivait, en présence de sa femme Tomasa Hernández et du général Martín Jiménez Olivera, Commissaire de la Garde Nationale du Oaxaca, avant que son cercueil soit amené au cimetière municipal.
L'État de Veracruz est de plus en plus touché par la guerre, car il se trouve sur la route de l'exportation de la drogue vers les États-Unis, ce qui a amené deux groupes de narcotrafiquants ultraviolents à s'affronter pour ce territoire, les Zetas et le cartel de Jalisco Nouvelle Génération. De plus, ils ne se limitent pas au trafic de drogue, et font également du trafic de produits agricoles, et commettent des vols, des enlèvements avec rançon et des extorsions. Le cartel de Jalisco Nouvelle Génération n'hésite pas à défiler dans les rues pour défier les autorités. En plus des assassinats individuels (comme celui d'un journaliste le 24 août) l’État de Veracruz connaît deux massacres commis par les narcotrafiquants en 2019. Le premier a lieu le 19 avril, lorsque 14 personnes (dont un bébé) sont massacrées durant une fête d'anniversaire dans un bar à Minatitlán. Les coupables s'échappent et ne sont pas identifiés. Le deuxième, dans la nuit du 27 au 28 août 2019, des narcotrafiquants, probablement des membres du cartel de Jalisco Nouvelle Génération, incendient volontairement un club de strip-tease et enlèvent le propriétaire, à Coatzacoalcos, dans l'État de Veracruz, provoquant 30 morts. Cette fois, le chef local du cartel de Jalisco Nouvelle Génération, Ricardo N., dit «la Loca» est arrêté ; l'enquête démontrera que «la Loca» avait été arrêté deux fois en juillet et en août mais qu'il avait été toujours relâché dans les 48h. Face à ces violences, des groupes d'autodéfense civils apparaissent dans l’État, qui pratiquent parfois l'exécution extra-judiciaire, comme celle de deux vendeurs de drogue présumés fin août.
L’État de Veracruz n'est pas le seul à connaître une augmentation de la criminalité en 2019. L’État de Michoacán est également concerné, car les richesses produites par ses mines et ses vergers d'avocatiers, et ses ports par lesquels sont importés les produits chimiques nécessaires à la fabrication de la drogue, attirent différents groupes criminels qui s'affrontent entre-eux et avec la police. Ainsi, 14 octobre, 13 policiers sont tués et 9 autres sont blessés dans une embuscade tendue par le cartel de Jalisco Nouvelle Génération dans l’État de Michoacán,. En réponse, le lendemain, le général Luis Cresencio Sandoval, secrétaire à la Défense nationale du Mexique (l'équivalent mexicain d'un ministre de l'Armée), annonce que les forces fédérales déploient 80 policiers, un hélicoptère et un nombre non-communiqué d'agents de renseignements de l'armée supplémentaires dans l’État.
Le 16 octobre 2019, un échange de tirs entre des militaires et des membres présumés du crime organisé provoque au moins 15 morts, dont 1 soldat, à Tepochica (agglomération d'Iguala, État de Guerrero).
Le 17 octobre 2019, l'arrestation par la Garde nationale du Mexique d'Ovidio Guzmán López « El Ratón », chef de l'une des factions du cartel de Sinaloa et l'un des fils d'El Chapo, provoque les combats de Culiacán entre les forces de l'ordre mexicaine (police fédérale, garde nationale, armée, gardiens de la prison d'Aguarato) et la faction du cartel de Sinaloa qui obéit aux fils d'El Chapo, ce qui met à feu et à sang la ville de Culiacán, capitale de Sinaloa, et se termine par la libération de Guzmán. Les affrontements font plusieurs morts, 8 selon le secrétariat à la Défense nationale du Mexique.
La situation se dégrade également près de la frontière entre les États-Unis et le Mexique, où des cartels concurrents s'affrontent pour le contrôle des zones frontalières. Le 4 novembre 2019, 9 femmes et enfants de la famille américo-mexicaine LeBaron sont massacrés dans la Sierra Madre occidentale, probablement confondus par un cartel pour des membres d'un cartel rival. Mario H. « El Mayo », chef du territoire contrôlé par La Línea (alliés du cartel de Juárez), soupçonné d'être lié au massacre, sera arrêté avec deux de ses hommes le 1er décembre 2019. Dans la nuit du 6 au 7 novembre, des affrontements éclatent dans tout l’État de Chihuahua entre Los Mexicles (alliés locaux du cartel de Sinaloa), le cartel de Juárez ou un de ses alliés locaux, et les forces de l'ordre mexicaines, qui causent 38 morts. Le même jour, dans l’État voisin et lui aussi frontalier de Sonora, un groupe armé tue une femme et blesse gravement un homme à Sahuaripa. Le 30 novembre, le cartel du Nord-est (groupe ayant fait cession des Zetas en 2019) attaque la mairie de Villa Unión, dans l’État de Coahuila, provoquant 14 morts : 10 tueurs à gages du cartel et 4 policiers,. Le lendemain, 7 autres membres présumés du cartel sont tués lors d'une opération policière pour retrouver les responsables de l'attaque,. Le 3 décembre le bilan des deux jours précédents s'alourdit à 23 morts, dans le détail : 17 membres du cartel, 4 policiers, et 2 otages que les narcotrafiquants avaient pris pour couvrir leur fuite. La recrudescence des violences dans le nord du Mexique, réactive le flux de réfugiés qui essayent de se rendre aux États-Unis pour fuir les combats et les recrutements forcés par les cartels. Il s'agit d'un phénomène déjà observé de 2010 à 2013, lorsqu'une guerre intestine dans le nord entre les Zetas et une vague d'extorsions et d'enlèvements qui l'accompagnaient avaient déjà créé un premier flux de réfugiés. Cependant, à la différence de 2010-2013, en 2019 plus de réfugiés mexicains préfèrent se présenter aux postes-frontières et demander légalement l'asile que de rentrer illégalement sur le territoire américain. Le 21 février 2020, la police de l’État de Chihuahua mène une opération policière contre Los Mexicles - les alliés du cartel de Sinaloa au nord-ouest du Mexique - qui résulte sur la mort de 6 membres de ce groupe criminel. Le 23 février 2020, quatre attaques contre des policiers ont lieu à travers Chihuaha : trois à Ciudad Juárez dont une qui blesse gravement un policier - les deux autres ne font pas de victime - et une dans la ville de Chihuahua contre l'escorte du gouverneur de Chihuaha Javier Corral Jurado est attaquée par balles dans la ville de Chihuahua, deux policiers de l’État de Chihuahua qui en faisait partie sont blessés et doivent être hospitalisés, trois assaillants présumés sont arrêtés dans les heures qui suivent. Les enquêteurs pensent que ces attaques étaient des représailles des Mexicles contre la police de Chihuahua pour l'opération du 21 février. Des membres présumés du crime organisé attaquent à nouveau des policiers à Ciudad Juarez le 25 février, les combats se soldent par la mort de 6 délinquants présumés et l'arrestation d'une femme suspectée d'être en lien avec eux, 2 civils blessés, et 1 policier blessé et hospitalisé. Le 5 avril 2020, des membres de La Línea (alliés du cartel de Juárez) prennent en embuscade des membres de Gente Nueva (partie du cartel de Sinaloa) sur un chemin de terre proche de Madera (Chihuahua), tuant 19 d'entre eux.
Avec 127 morts violentes enregistrées ce jour-là, le 1er décembre 2019 est officiellement le jour qui a connu le plus d'homicides enregistrés depuis le début des relevés statistiques sur les homicides au Mexique (à noter que le bilan officiel du Massacre de Tlatelolco du 2 octobre 1968 a été considérablement sous-évalué et qu'il est possible que ce jour-là ait été largement plus violent que le 1er décembre 2019).
Selon une étude du Conseil Citoyen pour la Sécurité Publique et la Justice Pénale publiée le 2 juin 2020, en 2019, 19 des 50 villes les plus dangereuses au monde étaient mexicaines, dont les 5 plus dangereuses : Tijuana (no 1 avec un taux de 134 homicides pour 100 000 habitants), Ciudad Juárez (no 2 - 104 homicides pour 100 000 habitants), Uruapan (no 3 - 85 homicides pour 100 000 habitants), Irapuato (no 4 - 80 homicides pour 100 000 habitants), et Ciudad Obregón (no 5 - 80 homicides pour 100 000 habitants), ce à quoi on peut rajouter Acapulco en no 7 (la sixième étant Caracas la capitale du Venezuela). Cette étude se base sur le taux d'homicides dans une ville et est donc proportionnel à la population. 4 jours seulement après la publication de l'étude, le 6 juin 2020, une fusillade dans un centre de désintoxication d'Irapuato provoquera 10 morts.
Le 28 mai 2020, plusieurs civils et 10 policiers sont enlevés à Los Cedros (Colima), les civils et 3 policières seront relâchés le 31 mai. Les corps des 7 autres policiers seront retrouvés dans une voiture abandonnée à la frontière de Colima et Jalisco le 2 juin.

#### Meilleure coopération avec les États-Unis (2019-2020)
Le 4 août 2019, après la fusillade d'El Paso (un acte terroriste commis par un suprémaciste blanc américain à El Paso sur la frontière entre les États-Unis et le Mexique contre les Mexicains, mais pas directement lié à la guerre de la drogue) le président mexicain AMLO demande au gouvernement américain de mieux contrôler la vente d'armes sur son territoire, pour limiter les fusillades aux États-Unis, mais aussi pour tarir l'approvisionnement des groupes criminels du Mexique en armes. Le secrétaire aux Relations extérieures du Mexique Marcelo Ebrard renouvelle cette demande le 10 septembre, et menace d'arrêter de maintenir le rôle régulateur du Mexique dans la Crise migratoire en Amérique centrale si le gouvernement américain ne contrôle pas mieux les armes (le Mexique a fait diminuer de 56% le flux de migrants vers les États-Unis depuis le déploiement de la Garde nationale au sud-est du pays). Le 28 septembre, l'ambassadeur américain au Mexique, Christopher Landau, reconnaît que les États-Unis ont une responsabilité dans l'ampleur du trafic d'armes qui alimente les narcotrafiquants, et qu'ils doivent faire plus pour l'enrayer dans le cadre de la lutte bilatérale contre le narcotrafic. C'est dans ce contexte qu'après les affrontements à Culiacán, du 17 octobre 2019, le président Donald Trump et AMLO se mettent d'accord après un entretien téléphonique pour geler le trafic d'armes entre les États-Unis et le Mexique. Au vu de l'utilisation d'armes de guerre par les narcotrafiquants, dans le cas présent des fusils anti-matériel de calibre .50 BMG capables de percer du ciment et les blindages légers, les deux présidents se mettent d'accord pour prendre des mesures bilatérales. Le secrétaire à la défense nationale Luis Cresencio Sandoval, le chancelier (équivalent mexicain du ministre des affaires étrangères) Marcelo Ebrard, et l'ambassadeur des États-Unis au Mexique Christopher Landau, sont chargés de la coordination des deux pays dans la lutte contre le trafic d'armes. Le 21 octobre, une première réunion les réunissant eux-trois, et le secrétaire à la Marine Rafael Ojeda, a lieu au secrétariat à la Sécurité et à la Protection citoyenne du Mexique à Mexico. Les détails de la réunion ne sont pas connus, mais Ebard twitte à la sortie qu'il « y aura un avant et un après en matière de lutte contre le trafic d'armes ».
Le 4 novembre 2019, après le massacre de la famille LeBaron, une famille americo-mexicaine mormone, Trump écrit sur les réseaux sociaux « Si le Mexique a besoin ou demande de l’aide pour se débarrasser de ces monstres, les États-Unis sont prêts, volontaires et capables de s’engager pour faire le boulot rapidement et avec efficacité ». AMLO refuse cependant toute intervention armée directe qui pourrait violer la souveraineté mexicaine. Le 27 novembre, Donald Trump dit lors d'une interview vouloir classer les cartels mexicains en tant qu'organisation terroriste, et que le processus de classification est en cours depuis 90 jours,. Le secrétariat aux Affaires étrangères du Mexique contacte les autorités américaines « pour comprendre le contenu et la portée » de ce message et souhaite « une rencontre à haut niveau dès que possible », tandis que le secrétaire Marcelo Ebrard tweete : « Le Mexique n'admettra jamais aucune action qui signifie la violation de sa souveraineté. Nous agirons avec fermeté. J'ai déjà transmis cette position aux États-Unis ainsi que notre détermination à faire face à la criminalité organisée transfrontalière ». La possibilité des États-Unis de classer les cartels comme organisations terroristes étrangères fait surgir des inquiétudes exprimées dans la presse mexicaine, autant de droite que de gauche, par rapport à la possibilité que cela donnerait aux États-Unis en termes d'ingérence, notamment des opérations clandestines et des frappes aériennes américaines sur le sol mexicain, et en résultats éventuellement contre-productifs,. Finalement, Trump renonce à classer les cartels mexicains comme organisation terroriste, car si cela aurait permis aux États-Unis de pouvoir intervenir quand ils le voulaient sur le territoire mexicain, cela aurait également permis aux autorités mexicaines d'exiger le démantèlement des banques présentes sur le territoire américain qui acceptaient l'argent des cartels.
Donald Trump a plusieurs fois mentionné ses intentions interventionnistes. Il propose ouvertement d’envoyer son armée pour « faire le travail rapidement et efficacement. » Et de remettre en cause le changement de stratégie opéré par le président mexicain : « C’est le moment pour le Mexique, avec l’aide des États-Unis, de mener une guerre contre les cartels de la drogue et de les éliminer de la surface de la terre ». De son côté, le ministre mexicain des Affaires étrangères, Marcelo Ebrard, souligne que la meilleure contribution que les États-Unis puissent faire est « non pas de fournir des hélicoptères mais plutôt de freiner le trafic d’armes de guerre ». En vente libre dans de nombreux États voisins, plus de 2 millions d’armes auraient traversé illégalement la frontière vers le Sud au cours de la dernière décennie.
Une opération de la Drug Enforcement Administration, le service de police des États-Unis spécialisé dans la lutte contre le trafic de drogue, menée de septembre 2019 à mars 2020, aboutit à l'arrestation d'environ 600 membres du cartel de Jalisco Nouvelle Génération (CJNG) au Mexique et dans le sud des États-Unis, et à la saisie de 15 tonnes de méthamphétamine et de 20 millions de dollars ; le CJNG étant impliqué dans un tiers à deux tiers du trafic de drogue aux États-Unis. Pour la seule matinée du 11 mars 2020, environ 250 membres présumés du CJNG sont arrêtés en Californie américaine, dont l'un de ses administrateurs Victor Ochoa, et les comptes de 4 entreprises domiciliées au Mexique qui faisaient du blanchissement d'argent pour le cartel sont gelés. Les autorités américaines offrent également une prime de 10 millions de dollars pour toute information pouvant mener à l'arrestation de Nemesio Oseguera « El Mencho », le chef principal du CJNG, considéré par l'administration américaine comme le plus dangereux trafiquant de drogue depuis l'arrestation d'El Chapo, et émettent un mandat d'arrêt contre sa fille Jessica Johanna Oseguara.
Le 7 mai 2020, après une série de vidéoconférences (la pandémie de covid-19 qui touche alors autant les États-Unis que le Mexique rendant les réunions physiques indésirables) entre le secrétariat à la Sécurité et à la Protection citoyenne du Mexique, le secrétariat aux Affaires étrangères du Mexique, l'Institut National à la Migration (du Mexique), et le Service des douanes et de la protection des frontières des États-Unis, les institutions des deux pays se mettent d'accord pour renforcer les contrôles aux postes-frontières de San Diego, Tijuana, El Paso, Ciudad Juárez, Laredo, Nuevo Laredo, McAllen, Reynosa, Brownsville, Matamoros et des deux Nogales (celles d'Arizona et celle de Sonora), pour lutter contre le trafic d'armes, car c'est par ces points que leurs trafiquants transitent le plus. Le 19 juin 2020, un trafiquant d'armes est arrêté dans la Nogales de Sonora alors qu'il tentait de forcer les barrages mis en place avec les nouvelles mesures de contrôle, 32 740 cartouches de gros calibre sont saisies dans sa camionnette.
Le 17 juin 2020, l'ancien gouverneur de Coahuila Jorge Juan Torres López comparaît devant un tribunal des États-Unis, à Corpus Christi (Texas). Il était gouverneur par intérim en 2008, et la guerre de la drogue a atteint son paroxysme dans cet État sous son gouvernorat. Il a été arrêté dans un centre commercial par des policiers fédéraux mexicains à Puerto Vallarta (Jalisco) le 5 février 2019, et extradé en octobre de la même année, où il est accusé de blanchissement d'argent avec les Bermudes et de deux types de fraude bancaire. Lors de sa comparution le 17 juin, il plaide coupable uniquement de blanchissement d'argent.
Le 10 septembre 2020, le Procureur général adjoint des États-Unis William P. Barr annonce les résultats de l'opération Crystal Shield (« Bouclier de Cristal ») menée par la Drug Enforcement Administration (DEA) depuis février 2020, qui a permis l'arrestation de presque 2 000 narcotrafiquants mexicains, et la saisie de presque 10 milliards de dollars et de 10 tonnes de cocaïne (plus des saisies d'armes et d'autres drogues de plus petite ampleur).
Le 2 octobre 2020, la DEA saisit une tonne de méthamphétamine, 405 kg de cocaïne et 6 kg d'héroïne à Los Angeles, importés par une organisation criminelle locale qui transporte de la drogue à la fois pour les cartels de Sinaloa et Jalisco Nouvelle Génération. Il s'agit de la plus grande saisie de méthamphétamine de l'histoire des États-Unis, la quantité étant tellement grande qu'elle pourrait théoriquement être utilisée pour distribuer une dose à chaque habitant des États-Unis et du Mexique. Les résultats de l'opération sont rendus publics le 15 octobre 2020.

#### À partir de juin 2020
Au Mexique, le mois de juin 2020 est marqué par de nombreux massacres et incendies criminels, notamment dans l’État de Guanajuato, qui est une zone d'affrontement entre le cartel de Santa Rosa de Lima et le cartel de Jalisco Nouvelle Génération. Durant les 4 premiers mois de 2020, avec 1 534 homicides, c'est l’État du Mexique qui a connu le plus de violence.
Le 1er juin, dans l’État de Colima, les corps de sept policiers qui avaient disparu en mai sont retrouvés dans une voiture abandonnée.
Le 6 juin, une fusillade éclate dans un centre de désintoxication d'Irapuato (Guanajuato), causant 10 morts. 211 meurtres sont perpétrés dans tout le Mexique durant le week-end des 6 et 7 juin, dont 117 pour le dimanche 7, ce qui en fait alors le jour le plus violent de 2020. Le 1er juillet, un commando perpètre un massacre dans un autre centre de désintoxication, qui laisse 28 morts et 3 blessés, avant de s'enfuir.
Les alentours de Fresnillo (Zacatecas) deviennent une des zones les plus dangereuses du Mexique. Le 4 juin, deux hommes sont arrêtés dans la ville après avoir commis un homicide alors qu'ils tentaient de s'enfuir. Le 15 juin, 5 corps (4 hommes et 1 femme) sont retrouvés au bord d'une route entre Fresnillo et Quinta Las Palmas. Le 19 juin, des militaires mexicains arrêtent deux véhicules dont les occupants transportaient du cannabis et de l'armement de guerre, sur la route Rancho Grande-La Salada. Le 26 juin, 14 corps présentant des traces de tortures sont retrouvés sur la route entre Fresnillo et Cañitas de Felipe Pescador, dont 11 pourront être identifiés, d'après les autopsies 12 sont morts étranglés, 1 frappé à mort et un seul a pu bénéficier d'un coup de grâce par balle,. Le 27 juin, plusieurs affrontements éclatent dans l’État de Zacatecas, dans la zone de Fresnillo mais aussi dans d'autres zones et localités de l’État, entre les forces de l'ordre mexicaines de tous les niveaux et les cartels de Sinaloa et de Jalisco Nouvelle Génération, qui vont provoquer 26 morts. Le 29 juin, un homme et une femme sont assassinés par balle à Fresnillo.
Le 19 juin, un groupe armé attaque Caborca (Sonora), incendie quatre maisons, quatre voitures, un camion et fait exploser une station-service, et séquestre et exécute plusieurs habitants de la ville dont certains sans lien connu avec le crime organisé, tandis que d'autres meurent à cause de balles perdues,. En tout, 12 corps seront retrouvés abandonnés sur des routes de la région dans les deux jours suivants,. Le 20, l'Armée mexicaine et la Garde nationale du Mexique sont déployés pour aider les polices de Caborca, de l’État de Sonora (qui déploie un hélicoptère) et fédérale à rétablir le calme. Un véhicule blindé avec des armes de gros calibre est retrouvé calciné dans le désert sans que l'on sache si c'est lié à l'attaque. Les polices saisissent deux véhicules blindés le 21,. Le 26 juin, l'incendiaire présumé de la station-service Joel N est arrêté par la police municipale qui l'a identifié avec des images de vidéosurveillance, et un dossier est ouvert contre lui par le parquet de Sonora le 30. Le 5 juillet, des affrontements entre deux cartels rivaux à Caborca provoquent 2 morts, et Martin N « El Piña » est exécuté présumément par un groupe rival de cinq balles dans la même ville. De plus, des tueurs à gages, lancent des pieux de métal sur la route entre Caborca et El Altar pour interrompre le flux de camions de vivres et marchandise, ce qui marche puisque 80% des camions passant ont leurs pneus crevés.
Le 19 juin également, le cartel Santa Rosa de Lima attaque Celaya (Guanajuato) pour y incendier de nombreux véhicules et deux stations essence, et bloque les routes dans plusieurs points de l’État,. 7 membres d'une même famille, dont un bébé, sont assassinés par 5 hommes cagoulés dans la ville,. Le 20 juin, 26 membres du cartel Santa Rosa de Lima, dont son chef José Antonio Yépez « El Marro », sont arrêtés dans plusieurs villages autour de Celaya,. Ces arrestations causent de nouvelles violences, plusieurs femmes sont séquestrées par ce cartel, qui incendie aussi vingt et un véhicules et six magasins supplémentaires,. Le 25 juin, le cartel Santa Rosa de Lima tente de faire exploser une station essence à Salamanca (Guanajuato) avec une voiture piégée, toujours en lien avec l'arrestation d'El Marro, mais rate. Le 25 juin également, l'ancien bras droit d'El Marro et cofondateur du cartel Santa Rosa de Lima, Noé Israël Lara Belman « El Puma », qui l'a quitté depuis pour rejoindre celui de Jalisco Nouvelle Génération, est arrêté à San Luis Potosí (San Luis Potosí). Le 26 juin, une autre attaque à la voiture piégée devant un poste de police à León (Guanajuato) rate. Le 27 juin, 2 hommes sont tués et 2 blessés dans plusieurs attaques par balle et à la grenade à Celaya, et un officier de la Garde Nationale meurt de ses blessures à l'hôpital après qu'il a été blessé par balles par les occupants d'un véhicule dont il contrôlait le contenu. Le 30 juin, deux maisons à Celaya sont attaquées simultanément au cocktail Molotov. L'homme qui habitait à l'intérieur d'une d'elles est assassiné par balles et l'occupant de l'autre meurt à cause de la fumée de l'incendie, et un motard est également tué par arme à feu dans un autre quartier,. Le 4 juillet, des tueurs à gages tendent deux embuscades dans l’État, un sur une route dans le lieu-dit d'El Chamizal (municipalité de Jerécuaro, Guanajuato) où 5 policiers meurent, et une à Salamanca où trois travailleurs pétroliers sont tués et un blessé. À Celaya, deux attaques à la grenade, l'une contre une maison et l'autre contre un garage, provoquent au moins 4 morts.
Le 21 juin, un groupe de 7 hommes travaillant pour un groupe criminel montent un faux contrôle routier sanitaire (à cause de la pandémie de covid-19) pour tendre une embuscade à un groupe d'indigènes Ikoots. Ils étaient en provenance de San Mateo del Mar et ont été arrêtés à La Reforma, alors qu'ils se rendaient à un rendez-vous avec les autorités communautaires à Huazantlán del Río (les trois à Oaxaca). L'attaque fait 15 morts, 20 blessés, et plusieurs viols sont commis. Un groupe criminel local est accusé d'avoir commis l'embuscade et un policier municipal de Huazantlán del Río est identifié comme complice.
Le 25 juin, une série d'affrontements territoriaux autour des villages de Tepuche et Tecolotes (Sinaloa) entre différentes factions du cartel de Sinaloa et avec la Garde Nationale provoque 16 morts, et un des narcos est arrêté.
Le 26 juin, le véhicule du secrétaire à la sécurité de Mexico, qui est pourtant une zone d'habitude épargnée par la violence des narcotrafiquants même si elle est confrontée à une forte délinquance ordinaire, Omar García Harfuch, est visé par de très nombreux tirs d'armes automatiques, il est hospitalisé dans un état stable, 3 personnes décèdent (deux gardes du corps et une passante) et 5 sont blessés, 12 personnes sont arrêtées sur les lieux de l'attaque, les autorités mexicaines accusent le cartel de Jalisco Nouvelle Génération. Avec de nouvelles arrestations le lendemain, en tout 28 personnes sont détenues, dont le commanditaire présumé José Armando N. « El Vaca ».
Le 4 juillet, à Nuevo Laredo (Tamaulipas) des affrontements opposent l'Armée mexicaine et La Tropa del Infierno, les tueurs d'élites du cartel du nord-est, où 12 narcos meurent tandis que les militaires n'ont que des dégâts matériels sur trois véhicules.
Le 5 juillet, dans l’État de Quintana Roo, l'armée surprend des narcotrafiquants en train de charger de la drogue dans un avion depuis une camionnette. Ceux-ci essayent de s'enfuir à bord de l'avion, mais il est abattu par un hélicoptère militaire et s'écrase en flammes sur une autoroute. Les trois occupants qui s'y trouvaient survivent et parviennent à s'enfuir. 390 kilos de cocaïne sont retrouvés dans la camionnette.
Le 24 juillet 2020, l'un des principaux lieutenants du cartel de Santa Rosa de Lima, José Guadalupe, alias « El Mamey », est arrêté à Guanajuato. Le 2 août 2020, le chef du cartel, José Antonio Yépez « El Marro », est capturé par l'armée mexicaine, aussi à Guanajuato. Le 4 octobre 2020, le secrétaire à la Sécurité et à la Protection citoyenne du Mexique Alfonso Durazo Montaño annonce qu'à la suite de cette opération, le CSRL, déjà fragilisé par une meilleure prévention du gouvernement fédéral contre le trafic de carburant (principale ressource de ce cartel en particulier devant le trafic de drogue) et par sa lutte contre le cartel de Jalisco Nouvelle Génération, était en train de se décomposer entre plusieurs plus petits groupes, qui s'affrontaient pour prendre le contrôle des restes du cartel et/ou de territoires où il était implanté. Cette annonce survient deux jours après une vague de dix assassinats et de la découverte de corps humains démembrés à travers l’État de Guanajuato, l’État contrôlé majoritairement par le CSRL au début de l'année.
Le 4 octobre également, la Drug Enforcement Administration classe le cartel de Jalisco Nouvelle Génération comme le groupe criminel le plus dangereux d'Amérique et le troisième plus dangereux au monde, après les triades chinoises et la mafia russe.
À partir de fin septembre 2020 et au cours des mois d'octobre et de novembre, dans l’État de Sonora, la situation autour des villes de Caborca, Puerto Peñasco, le triangle dans le désert ainsi formé et l'autoroute qui le traverse, se dégrade à nouveau, car la faction du cartel de Sinaloa qui obéit aux fils d'El Chapo, et le nouveau cartel de Caborca formé en 2020 et dirigé par Carto Quintero, s'affrontent pour le contrôle de cette zone, en raison de sa proximité avec les États-Unis. Ainsi, en octobre 2020, l’État de Sonora avait enregistré depuis le début de l'année une augmentation de 28 % de meurtres par rapport à l'an 2019 entier, et les incendies criminels et les vols à main armée - parfois directement sur l'autoroute - s'étaient multipliés durant ce mois. Le 12 novembre, les cartels de Sinaloa et Caborca s'affrontent à nouveau tôt dans la matinée, provoquant plusieurs fusillades et incendies criminels de maisons à Caborca et dans le village de Pitiquito, où la caserne des pompiers est également incendiée, et une personne est enlevée dans chacune de ces localités. Le 15 novembre, 2 hommes sont exécutés et un blessé par balles à Caborca. Dans la nuit du 16 novembre, toujours dans cette ville, une voiture est mitraillée par des tueurs à gage, 4 des six occupants (dont un enfant de 4 ans) meurent et les deux autres sont blessés. L'un des blessés décèdera le lendemain ; l'attaque de cette voiture choque particulièrement les habitants de Caborca car aucun des occupants n'avaient de lien connu avec le crime organisé.
Le 17 décembre 2020, l'ancien gouverneur de Jalisco de 2012 à 2018, fief du cartel éponyme, Aristóteles Sandoval est assassiné par balle dans un restaurant de Puerto Vallarta, malgré sa quinzaine de gardes du corps. Le cartel de Jalisco Nouvelle Génération est soupçonné d'être derrière l'exécution, tout comme il l'est dans plusieurs affaires d'assassinats et de tentatives d'assassinats de collaborateurs de Sandoval et de magistrats et hauts-fonctionnaires de Jalisco entre 2007 et 2018.

##### Arrestation du général Cienfuegos et conséquences sur la coopération
Le 16 octobre 2020, l'ancien secrétaire à la Défense nationale du Mexique durant le gouvernement Enrique Peña Nieto (décembre 2012-novembre 2018), le général Salvador Cienfuegos Zepeda, est arrêté par la DEA à l'Aéroport international de Los Angeles au cours de l'opération Padrino (en référence à El Padrino le titre espagnol du film Le Parrain), puis transféré dans un centre de détention en Californie en attendant de l'être à New York, où il est accusé de liens avec le narcotrafic et de blanchissement d'argent. Les autorités américaines avaient commencé à enquêter sur lui car elles suspectaient une implication dans des faits reprochés à l'ancien secrétaire à la Sécurité et à la Protection citoyenne du Mexique, Genaro García Luna, à savoir de s'être laissé corrompre par El Chapo, mais les enquêteurs ont en plus découvert les délits reprochés à Cienfugos indépendamment de ceux reprochés à García. Cienfuegos est également accusé de s'être laissé corrompre par le Cártel H-2, un allié du cartel Beltrán Leyva, et d'avoir protégé cette organisation criminelle, entre 2014 ou 2015 et 2017, jusqu'à ce que Juan Francisco Patrón Sánchez « H-2 », chef du cartel éponyme, soit abattu avec 11 de ses hommes par un hélicoptère de la Marine mexicaine le 9 février 2017. Il s'agit de la première fois qu'un ancien secrétaire à la Défense Nationale du Mexique est arrêté, bien qu'il y ait des précédents de no 2 à ce secrétariat déjà interpellé, et également le militaire mexicain le plus gradé jamais arrêté sur le territoire des États-Unis.
Toutefois, le gouvernement mexicain manifeste son mécontentement, car il voit l'arrestation d'un de ses anciens ministres sans avoir été mis au courant auparavant comme une atteinte à sa souveraineté. Les États-Unis abandonnent leurs poursuites envers Cienfuegos le 17 novembre et l'extradent vers le Mexique.
À la suite de cette arrestation, ainsi que la victoire de Joe Biden à l'élection présidentielle américaine de 2020 - car le président mexicain Andrés Manuel López Obrador utilisait sa gestion de la crise migratoire en Amérique centrale pour faire pression sur le président américain Donald Trump et forcer l'implication des autorités américaines dans la lutte contre le narcotrafic. Or c'est un moyen de pression beaucoup moins efficace auprès de Biden - une nouvelle loi est votée au Mexique. Celle-ci oblige les fonctionnaires mexicains à rédiger un rapport après chaque communication avec un membre d'une autorité étrangère, en particulier les 50 agents permanents de la Drug Enforcement Administration au Mexique. Ceci risque d'affecter négativement la coopération dans la lutte contre la drogue, en augmentant le risque de voir des informations sur des enquêtes filtrer et être interceptées par les cartels, ou en diminuant les conversations entre des fonctionnaires américainss et mexicains, alors que les États-Unis transmettent plus d'informations judiciaires au Mexique que l'inverse. Cependant, la raison pour laquelle cette loi est adoptée est de limiter l’interférence des autorités américaines et de ne pas leur permettre d'imposer leurs méthodes sur le territoire mexicain.
Le 14 janvier 2021 le président mexicain a personnellement accusé la Drug Enforcement Administration d'avoir fabriqué de toutes pièces les accusations portées contre l'ex-ministre de la défense Salvador Cienfuegos.
Les cartels s'adaptent au Covid-19 en créant des activités de trafic liées à la crise sanitaire : faux tests, oxygène.

##### Affrontements pour le contrôle de Zacatecas
En 2021, Los Zetas, qui contrôlaient l'État de Zacatecas, s'effondrent dans cette zone. Des combats pour en prendre le contrôle éclatent alors entre les membres restant de ce groupe et trois autres rivaux : le cartel de Sinaloa, le cartel de Jalisco Nouvelle Génération et le cartel du Golfe. Le 23 juin, 4 personnes sont pendues sur l'autoroute au-dessus de Fresnillo. Le 25 juin 2021, 2 policiers de San Luis Potosí (capitale de l'État éponyme) sont enlevés et pendus à un viaduc de la ville de Zacatecas, et des affrontements entre deux des groupes, impliquant des narcotanks, laissent 7 morts et 2 blessés dans le village de San Juan Capistrano,,. Le 26 juin, une fusillade entre les cartels de Sinaloa et Jalisco Nouvelle Génération à Valparaiso provoquent 18 morts selon les autorités de Zacatecas ou plus de 30 selon les médias locaux. 400 membres de l'Armée, de la Garde nationale, des polices fédérale et de l'État de Zacatecas, ainsi que deux hélicoptères et plusieurs drones, doivent être déployés à Valparaiso et tout au long de l'autoroute 23 entre Jerez et Fresnillo. Le 1er juillet, en enquêtant sur la disparition de deux blessés par balles qui avaient disparu aux environs de Fresnillo pendant leur transfert en ambulance à l'hôpital, l'Armée mexicaine retrouvent plus de 30 corps (dont les deux patients disparus et leurs ambulanciers) entre Huejuquilla El Alto (Jalisco) de San Juan Capistrano près de Valparaíso. En-dehors des ambulanciers, étant donné que des armes ont été retrouvées sur les cadavres, les autorités pensent qu'il s'agit de membres du cartel de Jalisco Nouvelle Génération et/ou de celui de Sinaloa.
Les 16 et 17 juillet 2021, une série d'affrontements, de massacres, d'assassinats ciblés et d'exécutions impliquant les forces de l'ordre mexicaine, et les cartels de Jalisco Nouvelle Génération, de Sinaloa et du Golfe laissent 30 morts. Premièrement, dans le village de San Antonio del Ciprés (38 km au nord-ouest de Zacatecas), 200 membres des forces de l'ordre mexicaine (diverses polices, l'Armée et la Garde nationale) ont été mobilisés pour arrêter un présumé chef du cartel du Golfe. Des affrontements éclatent avec des membres armés du cartel, provoquant 5 morts - 4 tueurs à gage et 1 policier. Les autorités annoncent également l'arrestation de 4 tueurs à gage du cartel, dont un qui était un détenu en fuite, mais ne précisent pas si le chef présumé a été arrêté. Puis dans la soirée du 16 juillet, à divers endroits de l'État, les cartels de Jalisco Nouvelle Génération et de Sinaloa exécutent des membres de l'un et l'autre : 6 à Fresnillo, 2 à Calera, 1 à Valparaíso et 1 à Zacatecas, ce qui donne un total de 10 morts. Le 17 juillet au soir, un commando attaque une fête, tirant sur les participants sans viser auparavant, causant 8 morts et 8 blessés. La même nuit, 9 assassinats séparés, a priori non reliés à ses opérations, sont commis à Fresnillo, Guadalupe, Jerez et Valparaíso.
En mars 2021, le chef du commandement nord des États-Unis, Glen VanHerck, estime que 30 à 35 % du territoire mexicain est contrôlé par les cartels.

## Bilan humain
Le bilan de la violence au Mexique est incertain.
Selon les statistiques gouvernementales, le nombre d'homicides par an n'a pas cessé d'augmenter au Mexique de 2006 à 2021, jusqu'à dépasser entre 2018 et 2020 les 36 000 dans l'année, et atteindre en 2023 un total supérieur à 400 000 homicides depuis décembre 2006, dont environ 80% sont directement attribuables au conflit selon le directeur de l'ONG Semáforo Delictivo.
Après les trois années les plus meurtrières du conflit entre 2018 et 2020, le nombre d'homicides au Mexique commence à baisser légèrement en 2021 puis plus nettement en 2022, avec une baisse notable de près de 10%, même si le nombre d'homicides reste encore supérieur à 32 000. Début 2023, cette diminution continue avec un bilan de premier semestre inférieur à celui des 5 années précédentes, non seulement pour les homicides mais également pour les disparitions,.

### Évolution détaillée

Répartition géographique des homicides attribués au conflit entre 2006 et 2010 au Mexique.

Après les trois années les plus meurtrières du conflit entre 2018 et 2020, le nombre d'homicides au Mexique commence à baisser légèrement en 2021 puis plus nettement en 2022, avec une baisse notable de près de 10%, même si le nombre d'homicides reste encore supérieur à 32 000.
Ainsi, en août 2012, l'Institut national de statistiques et géographie mexicain annonce que 27 199 homicides ont été enregistrés en 2011 ; entre 2007 et 2011, le total s'élève selon celui-ci à 95 632 assassinats. Sur la base de la tendance enregistrée en 2012, l'on estime à 120 000 le nombre d'homicides au cours du mandat de Calderon. Ce bilan en fait alors le conflit le plus meurtrier de la planète du début des années 2010. En août 2014, un bilan fait état de 22 322 disparitions.
Il est supérieur aux bilans ci-dessous annoncés auparavant :
- Plus de 23 000 tués au total entre 2007 et mai 2010[179].
- Plus de 30 000 morts entre fin 2006 et fin 2010, depuis l'arrivée au pouvoir du président Felipe Calderon[19].
- 10 475 tués entre décembre 2006 et mars 2009[180] incluant plus de 1 000 agents et fonctionnaires du gouvernement[181] et plus de 242 décapitations[181].
- 2 477 tués en 2007[182].
- 5 630 tués en 2008[183].
- 7 724 tués en 2009[184].
- 15 273 tués en 2010[9]
- 1 481 membres de la Sécurité publique tués entre 2006 et septembre 2010, plusieurs démissions faisant suite au danger[185].
- 45 000 membres des cartels de la drogue arrêtés au premier trimestre 2009[181]. 8 392 arrestations en 2009.
- Saisie de 718 tonnes de marijuana et 2,5 tonnes de cocaïne en 2009[186].
- Saisie de plus de 2 326 tonnes de drogues en 2010, record mondial[187].

Le bilan par état, selon le Trans-Border Institute et l'université de Californie à San Diego, est le suivant :
|                  | Localisation | 2006 | 2007 | 2008  | 2009  |
| Michoacán        |              | 543  | 238  | 233   | 371   |
| Basse-Californie |              | 163  | 154  | 604   | 320   |
| Guerrero         |              | 186  | 253  | 287   | 638   |
| Sinaloa          |              | 350  | 346  | 680   | 767   |
| Chihuahua        |              | 130  | 148  | 1 649 | 2 082 |

Pour l'année 2010, la moitié des homicides se concentrent dans les trois états suivants : Chihuahua, Tamaulipas et Sinaloa.
En novembre 2009, lors d'une conférence internationale à Albuquerque, Jorge Castañeda, ancien secrétaire des relations extérieures du Mexique, accuse l'armée d'exécutions extrajudiciaires.
La Commission nationale des droits de l'homme a été saisie de plus de 2 000 plaintes (140 par mois en 2009) alléguant des violations des droits de l'homme de la part des forces de sécurité et de l'armée. La Commission a répertorié 26 cas d'abus début juillet 2009, dont 17 impliquant la torture (asphyxie, décharges électriques, etc.). Ces violations des droits de l'homme ont conduit à geler 15 % des fonds prévus dans le cadre de l'initiative de Mérida, un programme mexico-américain mis en place par l'administration Bush en juin 2007, doté d'un budget de 1,4 milliard de dollars. En 2010, la détérioration des droits de l'homme au Mexique, notamment due aux exactions de l'armée, est épinglée par Human Rights Watch dans son rapport annuel.
En 2016, la guerre des cartels a fait 23 000 morts, ce qui selon l'International Institute for Strategic Studies (IISS) en fait le conflit contemporain le plus meurtrier au monde après la guerre civile syrienne.
- 25 339 tués en 2017[194].
- 35 964 tués en 2018 (soit une moyenne de 98 meurtres par jour)[195]

Ce record est à nouveau battu en 2019 avec 35 588 homicides. De plus, près de 5 000 personnes ont disparu au Mexique en 2019 et n'ont pas été retrouvées.
Pour le chercheur Luis Astorga (Université nationale autonome du Mexique), la « guerre contre le narcotrafic » a engendré « une violence extrajudiciaire contre les paysans, contre certains groupes politiques et contre toute forme de protestation sociale ».

### Journalistes
En 2020, on dénombrait 120 journalistes assassinés durant les vingt dernières années. En 2012, à la suite du meurtre de la journaliste Regina Martínez Pérez, correspondante régionale du prestigieux hebdomadaire d’investigation Proceso, le collectif Forbidden Stories lance le « Projet Cartel ». Pendant dix mois, le collectif mené par un maillage de 60 journalistes issus de 25 pays différents a enquêté sur la mort de Regina Martínez et sur le fonctionnement des cartels. En 2020, le documentaire « Projet Cartel : Mexique : le silence ou la mort » du réalisateur Jules Giraudat, relate cette enquête.

## Conséquences

### Conséquences aux États-Unis
Depuis le début des opérations contre les cartels lancées par l'administration Calderón, la montée de la violence à la frontière entre les États-Unis et le Mexique gagne le sud des États-Unis, une zone sensible pour les autorités américaines, notamment à cause de l'immigration illégale, et qui fait déjà l'objet d'une surveillance importante. Le problème du narcotrafic est en fait partagé par les deux États, car le Mexique constitue la principale route de la cocaïne et des autres drogues illégales vers les États-Unis.
Selon le U.S. Immigration and Customs Enforcement, au moins 75 tunnels traversant la frontière ont été découverts entre les années 1990 et 2009.
En 2007, dans le cadre de la campagne des États-Unis contre la toxicomanie, l'administration Bush lance l'Initiative Mérida, une aide de 1,3 milliard de dollars américains sur trois ans pour l'Amérique centrale et les Caraïbes afin de lutter contre le trafic de drogue. En mai 2009, le Congrès des États-Unis double le financement de ce plan.
Lors d'un voyage officiel à Mexico le 25 mars 2009, la secrétaire d'État Hillary Clinton indique qu'« il est injuste de rendre fautif le Mexique pour la guerre » entre les cartels, elle reconnaît de même que les autorités américaines n'ont pas su freiner la « demande insatiable » venue des États-Unis, ce qui a stimulé le narcotrafic, au même titre que la contrebande d'armes.
Michael Hayden, directeur sortant de la CIA, écrit une liste des préoccupations par ordre d'importance pour son agence en février 2009. Il en ressort que la deuxième menace après Al-Qaïda et ses franchises sont les organisations criminelles mexicaines liées au trafic de drogue.
Le président Barack Obama décide de soutenir le président mexicain dans la guerre contre les cartels, notamment par l'envoi de 300 à 400 agents fédéraux supplémentaires à la frontière, ainsi que par la création d'un centre de renseignements régional dépendant du FBI. Un renforcement de la coopération avec le Mexique prévoyant l'envoi d'agents américains de l'autre côté de la frontière, ce qui est toujours une source de crispation chez les politiques mexicains, est également prévu.
Le 1er avril 2009, la secrétaire à la Sécurité intérieure des États-Unis, Janet Napolitano, qui s'est elle aussi rendue à Mexico, annonce que 400 millions de dollars seront dépensés afin d'améliorer la technologie de surveillance aux points de passage avec la frontière mexicaine.
La lutte contre l'immigration illégale et le trafic de drogue aux États-Unis a fait beaucoup augmenter les moyens de surveillance à la frontière entre les États-Unis et le Mexique depuis les années 1990, le nombre de patrouilleurs de la United States Border Patrol passant de 3 555 pour un coût de 326,2 millions de dollars en 1992 à 17 415 patrouilleurs pour un coût de 2,7 milliards de dollars en 2009[réf. souhaitée]. Le 18 août 2010, la garde nationale de Californie déploie un premier contingent pour renforcer ceux-ci.

### Conséquences au Mexique

#### Conséquence sur le tourisme
Plusieurs pays ont fini par déconseiller à leurs ressortissants certaines régions du pays les plus affectées par les violences. En 2012, le gouvernement français déconseillait formellement l'État de Tamaulipas et l'État de Nuevo León, ainsi qu'un certain nombre de villes frontalières des États-Unis comme Tijuana, Ciudad Juarez, Chihuahua et Tampico. Le gouvernement canadien demande d'éviter tout voyage dans le nord de la Baja California et les États de Sonora, Chihuahua, Coahuila, Nuevo León, Tamaulipas, Durango et Sinaloa. En raison du nombre croissant de leurs citoyens victimes d'homicide au Mexique (35 en 2007, 120 en 2011), les États-Unis déconseillent une quinzaine de régions, principalement au nord.
Malgré les violences, le nombre de touristes visitant le Mexique augmente, de 6 % en 2009 et de 2 % en 2010. Cependant, plusieurs compagnies de croisières ont décidé en 2011 de supprimer certaines de leurs lignes vers les côtes mexicaines en raison des craintes croissantes de leurs clients.

#### Conséquences sur les populations des zones concernées
L'émergence du narcotrafic et des violences qui y sont associées ont provoqué un fort exode rural de près de la moitié des habitants dans certaines régions telles que le Sinaloa. Les habitants qui restent vivent dans des conditions précaires sans autre alternative pour dégager un revenu de subsistance et les assassinats y sont nombreux.

#### Conséquence sur la culture mexicaine

##### La narcoculture
La narcoculture est étudiée par des chercheurs et des journalistes internationaux ou nationaux dès les années 1970 au Mexique, mais est nommée comme telle seulement autour de 1990.
Depuis les années 1980, la puissance des cartels de narcotrafiquants au Mexique est en croissance constante. Comme l'accès aux États-Unis est géographiquement possible à partir du Mexique, cela fait de ce pays un lieu idéal pour permettre le passage vers ce plus gros pays consommateur de drogues au monde.
Ce phénomène de la narcoculture n’est pas à analyser avec un sens unique et fixe ; il peut prendre plusieurs formes. En effet, « une vision très manichéenne, par exemple, aurait tendance à limiter la narco-culture à sa définition agricole, au fait de cultiver de la drogue. » Or, la narco-culture n’est pas simplement un système d’exploitation agricole clandestin, mais plutôt la trame principale tenant le système social et économique des trafiquants et de leurs organisations.
La narcoculture se sert de figures héroïques mexicaines issues de légendes ou d’histoire afin de glorifier le phénomène. Ces personnages représentés servent à incarner les trafiquants qui défient l’ordre établi et deviennent ainsi des symboles populaires. Il en va de même pour les chansons porteuses de l’essence de la narcoculture, faisant l'apologie de débauches, de violence et de consommation de drogues. D’un œil extérieur, la narcoculture permet une compréhension de l’univers des cartels ; on en comprend les mécanismes identitaires et la critique du pouvoir surplombant le Mexique. « Si certaines chansons exhibent une fierté stupide de la violence, d’autres peuvent arriver à nous montrer à quel point l’économie de la drogue s’infiltre dans les couches politiques ».
Le gouvernement est résistant à ce phénomène puisqu’il se fait fortement critiquer. Pour tenter de contrer le phénomène, plusieurs mesures sont mises en place. « Le consortium Televisa, qui tient le monopole de près de 80% de la sphère médiatique (radio, télévision), a lancé l’année dernière une série télévisée sur la guerre contre le trafic de drogues. […] La superproduction, en partie payée par le Ministère de la Défense, utilise toutes les ressources technologiques pour nous faire croire que les victimes de la guerre sont toutes liées à la drogue, que l’impunité n’existe pas, que les soldats ne commettent aucune violation, bref que l’État n’est pas infiltré par les cartels. Parallèlement, nombreux États du Mexique ont multiplié les lois et les décrets pour interdire « l’apologie du délit ». À Tijuana ou à Sinaloa, par exemple, il existe près de 200 décrets qui sanctionnent la narco-culture, l’écoute ou la diffusion publique de narco-corridos à la radio ou à la télé. Par contre, la compagnie Televisa, sous la tutelle de l’État, diffuse les énormes concerts des groupes de narco-corridos et des séries violentes qui font l’apologie de la militarisation du pays ».

## Corruption
De nombreux responsables politiques sont compromis dans le narcotrafic. Ministre de la sécurité publique de 2006 à 2012 sous l'administration de Felipe Calderón, l’architecte de la « guerre contre la drogue », Genaro García Luna, a été arrêté aux États-Unis en décembre 2019 pour ses liens présumés avec le cartel de Sinaloa. En échange de pots-de-vin s'élevant à plusieurs millions d'euros, le ministre aurait protégé les activités du cartel. Le département américain de la justice estime que « grâce à son appui, l’organisation a maintenu ses activités sans une intervention significative des autorités ».
Quatre anciens gouverneurs — Tomás Yarrington, Eugenio Hernández, Roberto Borge et Javier Duarte — font l’objet de mandats d’arrêt internationaux en raison de leur complicité avec le crime organisé. L'ancien gouverneur de Coahuila Jorge Juan Torres López est arrêté le 5 juin 2019 par la police fédérale mexicaine à Puerto Vallarta, extradé vers les États-Unis en octobre 2019, où il comparaît devant un tribunal de Corpus Christi le 17 juin 2020, accusé de blanchissement d'argent en lien avec la drogue et de fraudes bancaires ; il plaide coupable pour le blanchissement d'argent.
Le général Salvador Cienfuegos, le militaire le plus gradé du Mexique, est arrêté en octobre 2020 aux États-Unis « dans le cadre d’une enquête pour trafic de drogue ». Le général faisait l'objet d'enquêtes depuis plusieurs années pour ses liens « avec les membres du crime organisé des frères Beltrán Leyva, qui contrôlent le trafic de drogue dans les États de Guerrero et de Morelos ». Secrétaire à la Défense nationale de 2012 à 2018, au sein du gouvernement de Enrique Peña Nieto, il avait pourtant dirigée une politique de « main de fer » contre certains cartels entrainant des bavures sanglantes, notamment l’exécution extrajudiciaire de 22 personnes en 2014 à Tlatlaya, dans l’État de Mexico. Les États-Unis lui avaient décerné un prix en 2018 « pour sa contribution à la sécurité stratégique du continent ». Il est accusé d'avoir protégé le cartel H-2, un allié du cartel Beltrán Leyva, entre 2014 ou 2015 et 2017, en échange de pots-de-vin, jusqu'à ce que Juan Francisco Patrón Sánchez « H-2 », chef du cartel éponyme, soit abattu avec 11 de ses hommes par un hélicoptère de la Marine mexicaine le 9 février 2017. Il est accusé d'avoir ensuite été corrompu par El Chapo, le chef du cartel de Sinaloa. Conformément à la fois au droit fédéral étasunien et au droit pénal mexicain, Cienfuegos sera jugé en tant que haut-fonctionnaire et non comme militaire, ce qui va l'exposer à la justice civile étasunienne qui le considère comme un délinquant international avec la circonstance aggravante d'avoir été haut-fonctionnaire au moment des délits qui lui sont reprochés, et écarte totalement l'éventualité de le faire passer devant une cour militaire. Ce choix de le présenter à un parquet civil a été fait afin que Cienfuegos ne puisse pas être libéré sous caution - ce qui n'est pas possible dans la justice fédérale étasunienne au vu des faits qui lui sont reprochés mais qui aurait été possible avec un tribunal militaire - et n'en profite pour s'évader.
En novembre 2020, à la suite de tractations diplomatiques, les États-Unis ont renoncé a toute charge contre Salvador Cienfuegos Zepeda afin qu'il soit jugé au Mexique. À la suite de cette affaire et dans le but de regagner la confiance des forces armées, López Obrador a fait octroyer pour 2021 le plus important budget militaire de toute l'histoire du pays

## Implications internationales
En tant qu'organisations criminelles transnationales, « les cartels mexicains auraient commencé à infiltrer des éléments en Europe et sur le continent nord-américain dans le but d’y développer leurs activités criminelles », notamment en Espagne, point d'entrée principal des « narcos » par le cartel de Sinaloa allié au cartel du Golfe, à La Familia Michoacana et au MS-13. Si ce phénomène venait à se confirmer, il aurait des conséquences très importantes sur la criminalité en Europe, une « guerre des gangs » n'étant pas à exclure en pareil cas.[réf. nécessaire]
Dans un entretien, du 8 octobre 2008, avec le directeur du programme anti-crime du Bureau for International Narcotics and Law Enforcement Affairs du département d'État, celui-là spécifia que le mouvement libanais était impliqué dans le trafic d'héroïne et de cannabis et selon le journal conservateur The Washington Times et le Service de recherche du Congrès, le Hezbollah aurait noué des contacts avec différents cartels afin de participer au trafic d'êtres humains et de stupéfiants transitant vers les États-Unis. En dehors de l'intérêt financier, le Hezbollah en profiterait pour introduire clandestinement des activistes sur le sol américain et tenterait d'obtenir pour son compte - et pour celui de l'Iran - des matériels de haute technologie. En échange, les cartels mexicains recevraient armes et entraînement pour ses « sicaires ».
En juin 2010, Sue Myrick, représentante de la Caroline du Nord et membre du House Permanent Select Committee on Intelligence de la Chambre des représentants des États-Unis demande une commission d'enquête sur le sujet.